# Aeroporto di Paderborn-Lippstadt
L'Aeroporto di Paderborn-Lippstadt (IATA: PAD, ICAO: EDLP) è un aeroporto tedesco sito nell'area dell'Ostwestfalen-Lippe dello stato federato della Renania Settentrionale-Vestfalia. Benché il nome dell'aeroporto citi le città di Paderborn e Lippstadt, lo scalo è in realtà situato in prossimità della cittadina di Büren, a circa 18 km dal centro di Paderborn. L'aeroporto è utilizzato principalmente da compagnie aeree che operano voli charter verso destinazioni turistiche in Europa.